# Ammoglanis amapaensis
Ammoglanis amapaensis är en fiskart som beskrevs av Mattos, Costa och Gama 2008. Ammoglanis amapaensis ingår i släktet Ammoglanis och familjen Trichomycteridae. Inga underarter finns listade i Catalogue of Life.